# Pseudofabularia
Pseudofabularia es un género de foraminífero bentónico de la familia Fabulariidae, de la superfamilia Alveolinoidea, del suborden Miliolina y del orden Miliolida. Su especie tipo es Pseudofabularia matleyi. Su rango cronoestratigráfico abarca el Luteciense (Eoceno medio).

## Clasificación
Pseudofabularia incluye a la siguiente especie:
- Pseudofabularia matleyi †